# Арнебия лежачая
Арнебия лежачая (лат. Arnebia decumbens) — вид однолетних травянистых растений рода Арнебия семейства Бурачниковые (Boraginaceae).

## Ботаническое описание
Растение высотой около 20 см с прямостоящими стеблями и тонким вертикальным корнем. Побеги могут быть ветвистыми и покрытыми щетинками желтоватого цвета. Листья ланцетовидной формы, длиной до 6 см, шириной от 5 до 12 мм. Концы листьев заострённые, листовые пластинки несут беловатые бугорочки, покрытые волосками-щетинками. 
Цветки жёлтого цвета практически сидят в пазухах прицветников и образуют однобокие прямые кисти. 
Прицветники одного размера с цветками. Венчик много длиннее чашечки, снаружи покрыт волосками. 

## Ареал
Распространено в Северной Африке (Египет, Ливия, Алжир, Тунис, Марокко); на Аравийском полуострове в Кувейте; на Ближнем Востоке в Ливане, Сирии, Турции. Встречается в Средней Азии и в Сибири на Алтае.
Растение обычно селится на каменистых склонах и в пустынных местах.

## Синонимы
- Arnebia calycina Steven
- Arnebia cornuta (Ledeb.) Fisch. & C.A.Mey.
- Arnebia orientalis Lipsky
- Arnebia vivianii Coss. & Durieu
- Echioides decumbens (Vent.) Rothm.
- Lithospermum cornutum Ledeb.
- Lithospermum decumbens Vent.basionym